# 神恵内2000年の森公園
神恵内2000年の森公園（かもえない2000ねんのもりこうえん）は、北海道古宇郡神恵内村当丸（トーマル）にある公園。

## 概要
積丹半島を横断し、ショートカットする北海道道998号古平神恵内線（32㎞）のほぼ中間地点にある。西暦2000年を紀念し神恵内村が約82haの国有林を買い受け、整備した。標高800mの当丸山とその山麓には当丸沼があり、自然景観を残しながら登山道・遊歩道も整備。周辺は、竹の子の宝庫としても知られており、シーズン中には村内外から大勢の山菜採りが訪れる。標高814ｍの両古美山への登山道も整備されており、両古美山の頂上からは360度の大パノラマが満喫できる。 

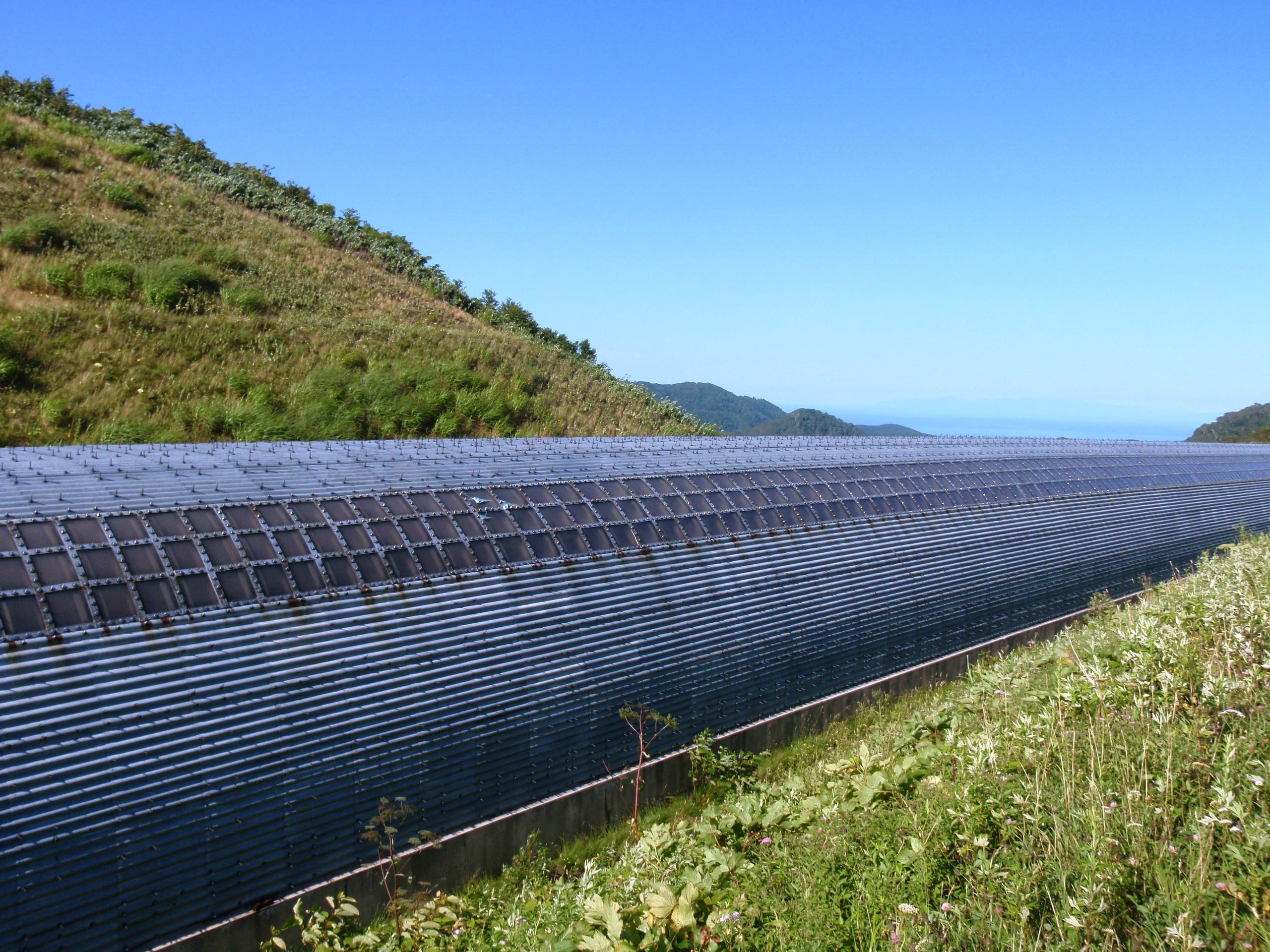
当丸峠にはスノーシェルターがある。

## 施設や見所
- 展望台
- 休憩所
- トイレ
- 駐車場
- 遊歩道
- 登山道

## 周辺
- 当丸沼 - 海抜625m
- 小沼
- 当丸山 - 標高800m
- 両古美山 - 標高814m
- 当丸峠スノーシェルター

## 入園
- 毎年6月ごろ、進入ゲートが開放される[3]。
- 入園料:無料、施設利用は自由

## アクセス
- 札幌市市街より西へ・北海道道998号古平神恵内線を経由し、約100km・車で約2時間
- 神恵内村市街より東へ・998号線を経由し、約16km・車で約20分